# Eisensilicid
Eisensilicid ist eine von mehreren anorganischen chemischen Verbindungen zwischen Eisen und Silizium.

## Gewinnung und Darstellung
Eisensilicid kann durch Reaktion von Silizium mit Eisen gewonnen werden. Es sind auch organometallische Syntheseverfahren bekannt.

## Eigenschaften
Eisensilicid ist ein grauer geruchloser Feststoff, der praktisch unlöslich in Wasser ist. Er besitzt eine kubische Kristallstruktur mit der Raumgruppe P213 (Raumgruppen-Nr. 198). Es sind noch weitere Hochdruckvarianten bekannt.

## Verwendung
Eisensilicid wird zur Desoxidation und Legierung von Stahlschmelzen, Legierung von Gusseisenchargen und -schmelzen (Eisengießereien), silikothermischen Reduktion von Edelmetallen (Chrom, Molybdän und Vanadium) und anderen (Niob, Wolfram), Herstellung einiger Impfmittel und Nodulisatoren durch Legieren (Schmelzen) verwendet. Hochreines Eisensilicid wird zur Herstellung von hochpermeablem Stahl für elektrische Transformatoren, zur Herstellung von FeSiMn, FeSiN und SiMn-Legierungen verwendet. Es wird auch als Metallzusatzstoff verwendet.